# Bustatt
Bustatt ist eine Wüstung auf Gemarkung von Ilsfeld im Landkreis Heilbronn im nördlichen Baden-Württemberg. Der Ort wurde vermutlich schon zur Zeit der Alamannen besiedelt. Der letzte Hinweis auf eine Hofstatt stammt aus dem Jahr 1412, seitdem künden nur noch Flur- und Wegnamen von der einstigen Siedlung.

## Geografie
Bustatt liegt im Nordosten der Markung von Ilsfeld. Das einstige Dorf Bustatt lag etwa in der Mitte zwischen den heutigen Ilsfelder Ortsteilen Wüstenhausen und Auenstein, die Markung erstreckte sich im Winkel zwischen der Schozach und dem Hausemerweg von Ilsfeld nach Wüstenhausen.

## Geschichte
Um Ilsfeld befinden sich insgesamt zehn totale Ortswüstungen, die vermutlich zur Zeit der Alamannen besiedelt wurden. Aus einzelnen Gehöften haben sich dort dorfähnliche Siedlungen entwickelt. Die zugehörige Markung umfasste üblicherweise drei Zelgen mit insgesamt durchschnittlich 800 Morgen Land, die ausreichend zur Ernährung von rund 100 bis 200 Menschen waren. Diese Siedlungen wurden zumeist bis zum 14. Jahrhundert wieder aufgegeben, fünf von ihnen sind in Ilsfeld aufgegangen, wo sich ein Herrenhof befand.
Der Hausemerweg zwischen Ilsfeld und Wüstenhausen ist Teil der alten Römerstraße von Walheim nach Mainhardt. Aus der Lage der durch den Weg begrenzten Markung schließt man, dass die Siedlung Bustatt bereits von den auf die Römer folgenden Alamannen gegründet wurde.
Die erste Erwähnung Bustatts erfolgte im 10. Jahrhundert, als der Bischof von Worms den Besitz eines Grafen Burchardt bestätigte, wobei Buodestatt zwischen Bodibura (Großbottwar) und Cinbra (Dürrenzimmern) genannt wird. Der Name des Ortes wird als Stätte des Bodo gedeutet. Im 13. Jahrhundert erscheint Boestatt in einer Aufzählung von Besitz des Stiftes Oberstenfeld. Während die Urkundenbücher für die beiden frühesten Nennungen zur Lokalisierung auch noch Abstatt oder Babstadt vorschlagen, ergibt sich aus einer Urkunde von 1412, mit der ein Edelknecht von Schaubeck seinen Besitz in und um Ilsfeld an den Pfarrer und alle Pfründer der Pfarrkirche in Heilbronn verkaufte, das die darin genannte halbe Hofstatt zu Buwstatt und die weiteren Nennungen wie an der Buchstatt und In dem Buchstetter Grund nur eine Siedlung nahe Ilsfeld bezeichnen können.
Der Ort lag wie auch das benachbarte ebenfalls abgegangene Beuren und das noch bestehende Abstatt nur wenige Meter entfernt von der historischen, bereits zur Zeit der Römer genutzten Heerstraße, die von Lauffen am Neckar kommend nach Osten führt und sich im weiteren Verlauf mit der von Heilbronn kommenden Hällischen Straße zur Hohen Straße  nach Schwäbisch Hall vereint. Mit dem Übergang Lauffens an Württemberg im 14. Jahrhundert verlor die Heerstraße im Bereich des Schozachtals als Verbindungsweg von Besitztümer fränkischer Adelsgeschlechter ihre Bedeutung. Der Niedergang vieler Orte um Ilsfeld, wo sich insgesamt zehn Wüstungen nachweisen lassen, könnte darin ihre Ursache haben.
Nach 1412 gibt es keine urkundlichen Hinweise mehr auf einer Besiedlung des Ortes, jedoch haben sich zahlreiche auf den Ort verweisenden Flur- und Wegnamen bis heute erhalten. So erscheinen in den Lagerbüchern Bezeichnungen wie Im Buchstaimer Weg, Buchstemmer Grund, Bustaymer Feld, Bustemerweghohle und andere.

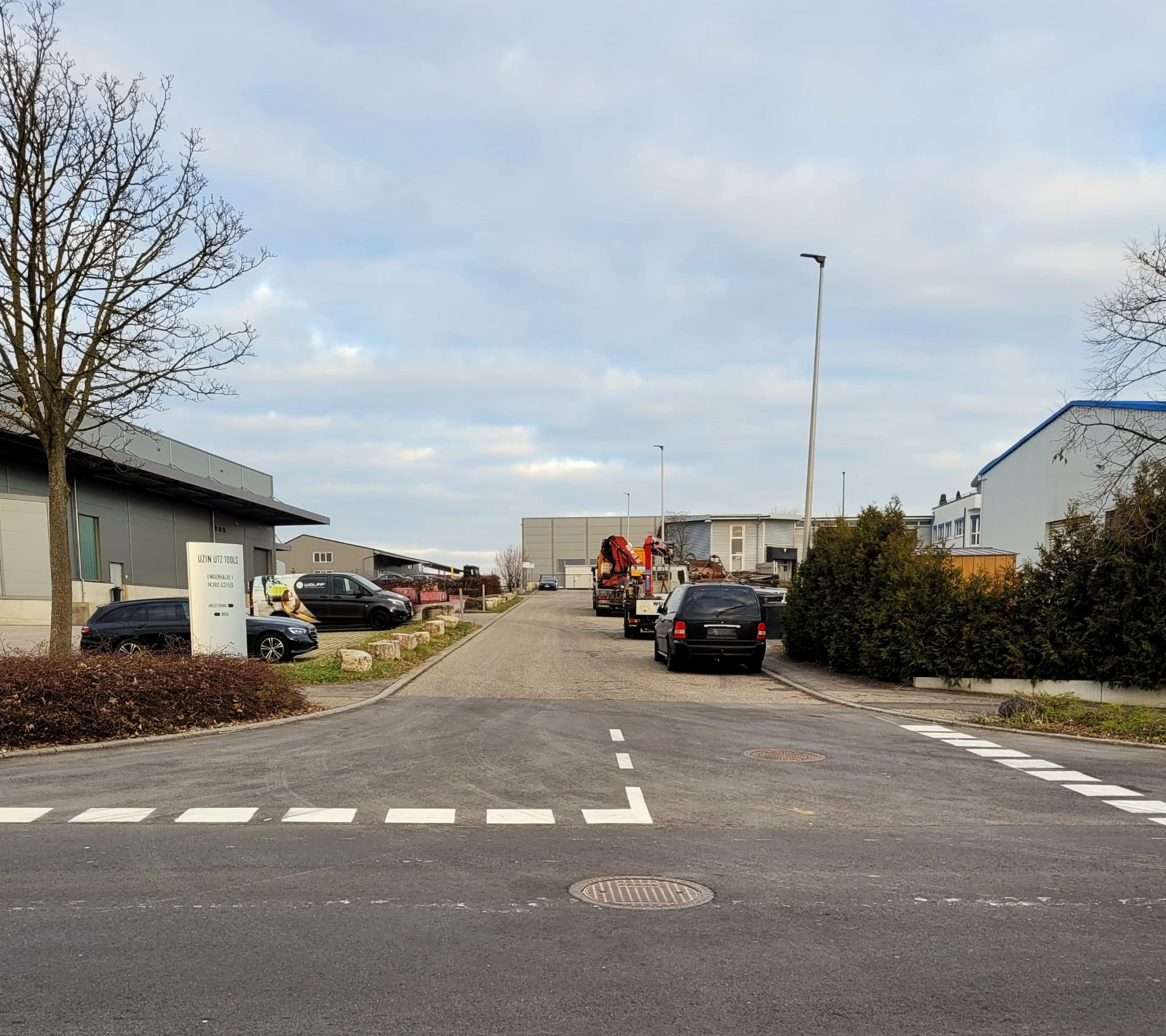
Gewerbegebiet Ilsfeld-Nord

Die Markung Bustatts ging nach Auflösung des Dorfes in der Markung von Ilsfeld auf. Das in den 1980er-Jahren erschlossene und inzwischen vergrößerte Ilsfelder Gewerbegebiet Bustatt (neuerdings auch Bustadt oder Ilsfeld Nord genannt) befindet sich im Wesentlichen auf der einstigen Bustatter Markung.